# Капоне (фільм)
Капоне (англ. Capone) — американська біографічна драма про американського гангстера Аль Капоне.

## Сюжет
У 1918 році найбільшим мафіозі був Джонні Торріо. Він вчив Капоне спілкуватися з політиками, суддями та адвокатами, вчив його красиво говорити, одягатися і правильно поводитися у вищому суспільстві, щоб ніхто не міг запідозрити, що він — із шпани. Поступово Капоне пристосувався до своїх нових обов'язків і став правою рукою Торріо. У місті частішали збройні мафіозні розбірки. Суперники Торріо змушували його поділитися бізнесом. Капоне не міг з цим змиритися і, розуміючи, що боса не переконати, вирішив убити його і очолити його мафіозну організацію.

## У ролях
| Актор              | Роль                  |
| ------------------ | --------------------- |
| Бен Газзара        | Аль Капоне            |
| Гаррі Гуардіно     | Джонні Торріо         |
| Сьюзен Блейклі     | Айрис Кроуфорд        |
| Сільвестр Сталлоне | Френк Нітті           |
| Джон Кассаветіс    | Френкі Єль            |
| Френк Кампанелла   | Великий Джим Колосімо |
| Джон Орхард        | Діон О'Брайон         |
| Кармен Ардженціано | Джек Макгерн          |
| Джордж Чандлер     | Роберт Е. Кроу        |
| Джон Девіс Чендлер | Хаймі Вайс            |
| Ройал Дено         | Антон Дж. Чермак      |
| Джо Де Ніколя      | Чарльз Фічетті        |
| Анджело Грісанті   | Анджело Джена         |
| Пітер Мелоуні      | Джейк Гузик           |
| Дік Міллер         | Джо Прайор            |
| Роберт Філліпс     | Багс Моран            |
| Мартін Коув        | Піт Гусенберг         |
| Маріо Галло        | Джузеппе Айелло       |
| Джордж Мілан       | Вільям Х. Томпсон     |
| Расс Марін         | Джозеф Стенсон        |
| Тоні Джорджо       | Антоніо Ломбардо      |